# Marie-Frédérique Ayissi
Marie-Frédérique Ayissi, née le 11 janvier 1982 à Vaulx-en-Velin (Rhône), est une joueuse de basket-ball française évoluant au poste d'ailière.

## Biographie
Après deux saisons à Armentières, dont la seconde en LF2, elle fait son retour en LFB à Saint-Amand.
Relégué en Ligue 2, Perpignan est de nouveau sacré champion de Ligue 2 en s'imposant face à COB Calais (77-56) en finale.
Sans club après la relégation administrative de Perpignan, elle signe début novembre 2014 à 
La Tronche-Meylan où son ancien coach François Gomez vient d'être engagé.

## Clubs
| Saisons   | Équipe                                | Championnat  |
| ?-2000    | INSEP                                 |              |
| 2000-2002 | Valenciennes                          | LFB          |
| 2002-2003 | Étoile de Voiron Basket Féminin       | N1           |
| 2003-2004 | Toulouse Launaguet Basket             | LFB          |
| 2004-2006 | ASA Sceaux Basket Féminin             | N1           |
| 2006-2008 | Saint-Jacques Sport Reims             | N1 puis LFB  |
| 2008-2009 | Limoges ABC                           | N1           |
| 2009-2011 | SO Armentières                        | LFB puis LF2 |
| 2011-2013 | Saint-Amand Hainaut Basket            | LFB          |
| 2013-2014 | Basket Catalan Perpignan Méditerranée | LF2          |
| 2014-     | La Tronche-Meylan                     | NF1          |

## Palmarès[7]

### Clubs
- Championne de France N1
- Championne d'Europe des clubs en 2002.
- Vice-championne d'Europe des clubs en 2001.
- Championne de France en 2001 et 2002.
- Vainqueur de la Coupe de France en 2001 et 2002.
- Vainqueur du Tournoi de la Fédération en 2002.
- Finaliste du Tournoi de la Fédération en 2001.
- Finaliste du Trophée de l'avenir en 2002.
- Championnat de France de basket-ball de Ligue féminine 2 : 2014

### Équipe de France
- Championnat d'Europe 20 ans et moins en 2002.